# Bakoye
Le Bakoye est une rivière d'Afrique occidentale qui coule en Guinée et au Mali. C'est un affluent important du fleuve Sénégal, auquel il donne naissance par sa confluence avec le Bafing. 

## Géographie
Le Bakoye naît dans le massif montagneux du Ménien-Kourou (Fouta-Djalon), dans la Préfecture de Siguiri en Guinée et coule d'abord en direction du nord-est au travers des collines Mandingues, en direction de la frontière malienne. 
Sur le territoire malien, il adopte la direction du nord-nord-ouest et, coulant sur un terrain moins élevé, reçoit en rive droite, au nord de ce trajet, son affluent principal, le Baoulé. Il tourne ensuite vers l'ouest et continue sa route jusqu'à ce qu'il atteigne à Bafoulabé (Mali) le cours du Bafing, auquel il s'unit pour former le fleuve Sénégal. 
Sa longueur est d'environ 400 kilomètres. Il n'est pas navigable. Il est la seule rivière née dans la région guinéenne de Siguiri, qui ne coule pas vers le fleuve Niger. 
Le Bakoye est également appelé Rivière Blanche par opposition au Bafing, qui est dès lors appelé Rivière Noire.

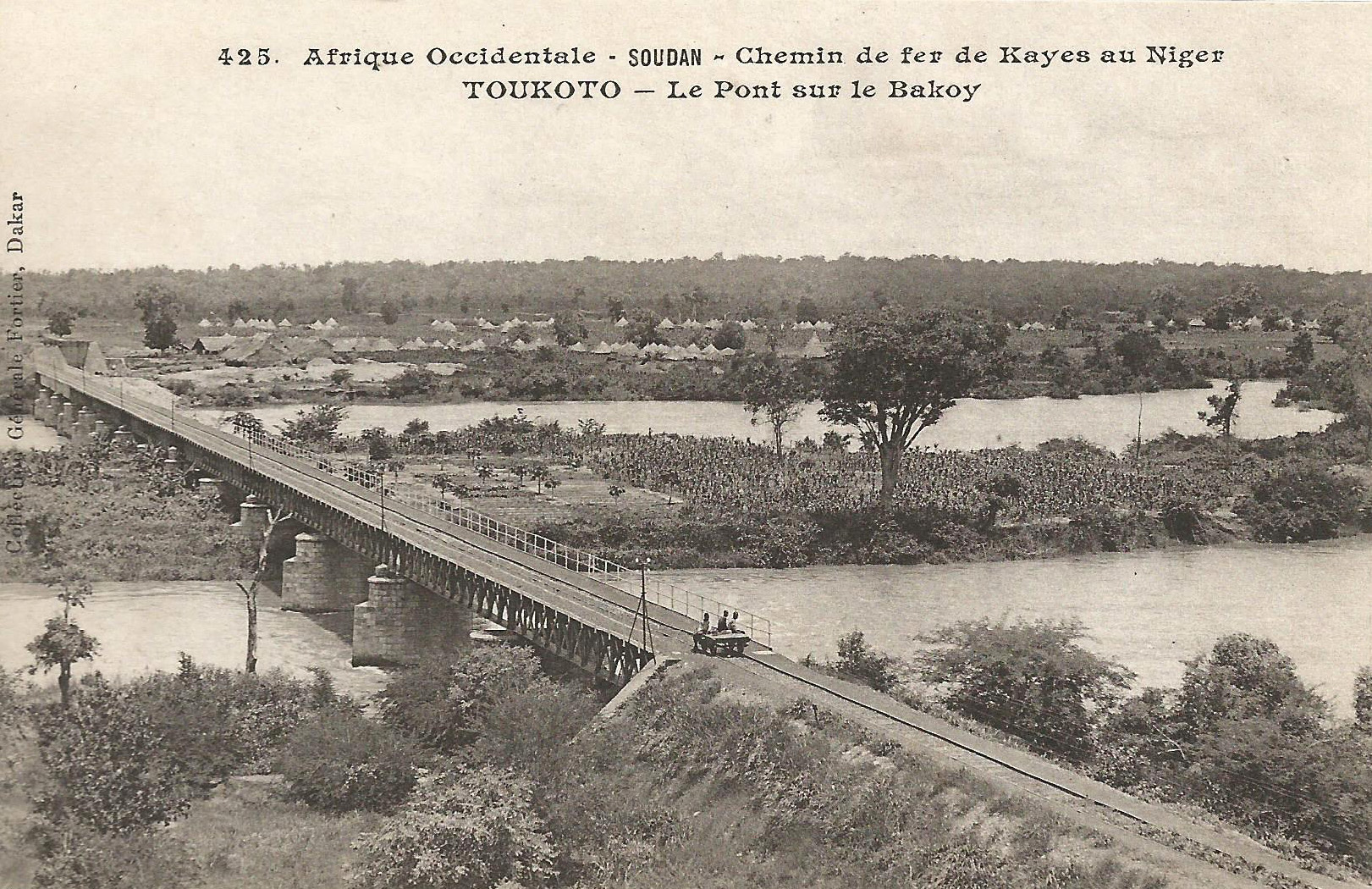
Pont sur le Bakoye à Toukoto (Mali).
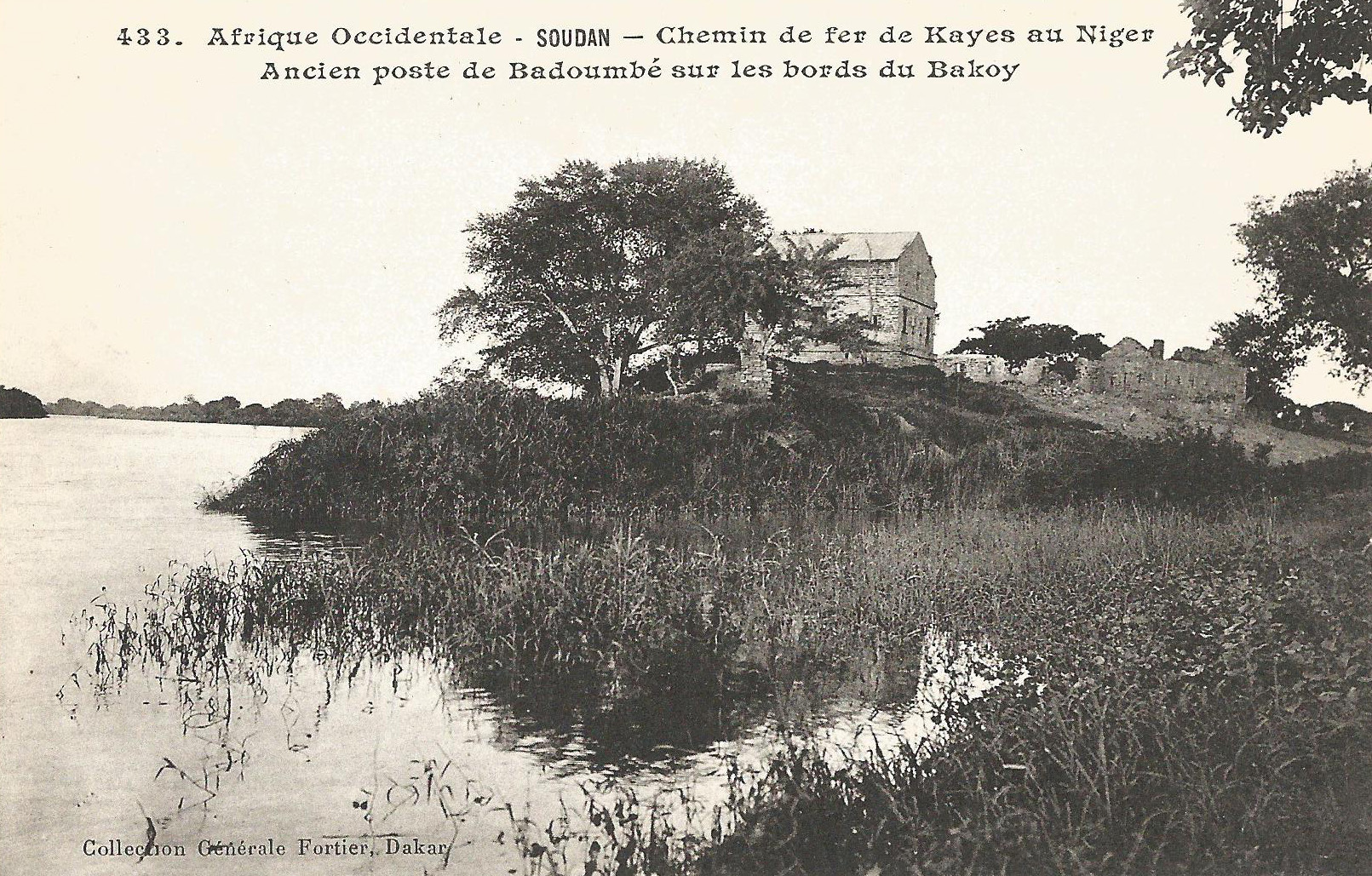
Ancien poste de Badoumbé (Mali) sur les bords du Bakoye.

## Affluents
- Faragama, rive gauche (Mali)
- La Soulou, 40 km, rive droite (Guinée)
- La Kokoro, 130 km, rive droite (Guinée)
- La Djinko, 70 km, rive gauche sur la frontière entre la Guinée et le Mali.
- La Shaniko, 40 km
- La Sandéniako, 40 km

## Hydrologie

### Le Bakoye à Oualia
Le débit de la rivière a été observé pendant 39 ans (1952-1990) à Oualia, localité située à une cinquantaine de kilomètres de son confluent avec le Bafing à Bafoulabé. 
À Oualia, le débit annuel moyen ou module observé sur cette période a été de 141 m3/s pour une surface prise en compte d'approximativement 84 400 km2, soit la presque totalité du bassin versant de la rivière. 
La lame d'eau écoulée dans le bassin versant atteint ainsi le chiffre de 53 millimètres par an, ce qui peut être considéré comme satisfaisant dans le contexte du climat sec ambiant régnant sur la plus grande partie du bassin.
Le Bakoye est un cours d'eau modérément abondant mais extrêmement irrégulier. Il connait de longues périodes de maigres avec assèchement souvent complet. Le débit moyen mensuel observé en mai (minimum d'étiage) n'atteint que 0,2 m3/s (à peine 200 litres), soit plus de 3000 fois moins que le débit moyen du mois de septembre, ce qui témoigne de sa très grande irrégularité saisonnière. Sur la durée d'observation de 39 ans, le débit mensuel minimal a été de 0 m3/s (complètement à sec), tandis que le débit mensuel maximal s'élevait à 1 382 m3/s.

## Aménagements et écologie
À Bouré en Guinée, la production d'or fut jadis importante.